# Pan o palo
«Pan o palo» fue una expresión usada en México para referirse a la política del dictador Porfirio Díaz. De hecho, la frase fue dicha por él mismo. Durante su etapa de gobierno, el Porfiriato, se aspiró al desarrollo económico del país para asegurar el progreso social. Para ello forzó la aceptación de las políticas oficiales, reprimiendo las voces críticas con el régimen. Uno de los campos más afectados por la política del pan o palo fue la misma prensa, que debía difundir una imagen de estabilidad y paz. 
En el papel, Porfirio Díaz mantuvo intactos los aparatos democráticos, como la Constitución de 1857, la separación de poderes y las elecciones, pero en la práctica la democracia mexicana era una total ficción; Díaz basaba las relaciones de poder en concesiones, sobornos, monopolios y favoritismos. Dicho de otra manera, «sus amigos recibieron el pan y los rebeldes o enemigos recibieron el palo».